# Bobsleigh aux Jeux olympiques de 1972
Pour des articles plus généraux, voir Bobsleigh aux Jeux olympiques et Jeux olympiques d'hiver de 1972.
Navigation
Grenoble 1968 Innsbruck 1976
Le bobsleigh aux Jeux olympiques d'hiver de 1972 se déroule du 4 au 12 février 1972 à Sapporo (Japon). À l'exception de l'édition de 1960, le bobsleigh a toujours été présent lors des olympiades.
La discipline dispose de deux épreuves : le bob à quatre masculin et le bob à deux masculin.

## Podiums
| Épreuves       | Or                                                              | Argent                                                                       | Bronze                                                                                        |
| -------------- | --------------------------------------------------------------- | ---------------------------------------------------------------------------- | --------------------------------------------------------------------------------------------- |
| Bob à deux H   | Allemagne de l'Ouest Wolfgang Zimmerer Peter Utzschneider       | Allemagne de l'Ouest Horst Floth Pepi Bader                                  | Suisse Jean Wicki Edy Hubacher                                                                |
| Bob à quatre H | Suisse Jean Wicki Edy Hubacher Hans Leutenegger Werner Camichel | Italie Nevio De Zordo Gianni Bonichon Adriano Frassinelli Corrado dal Fabbro | Allemagne de l'Ouest Wolfgang Zimmerer Peter Utzschneider Stefan Gaisreiter Walter Steinbauer |

## Tableau des médailles
| Rang  | Nation               | Or | Argent | Bronze | Total |
| ----- | -------------------- | -- | ------ | ------ | ----- |
| 1     | Allemagne de l'Ouest | 1  | 1      | 1      | 3     |
| 2     | Suisse               | 1  | 0      | 1      | 2     |
| 3     | Italie               | 0  | 1      | 0      | 1     |
| Total | Total                | 2  | 2      | 2      | 6     |